# (1577) Reiss
(1577) Reiss – planetoida z pasa głównego asteroid okrążająca Słońce w ciągu 3 lat i 122 dni w średniej odległości 2,23 au. Została odkryta 19 stycznia 1949 roku w Algiers Observatory w Algierze przez Louisa Boyera. Nazwa planetoidy pochodzi od Guya Reissa (1904-1964), francuskiego astronoma. Przed nadaniem nazwy planetoida nosiła oznaczenie tymczasowe (1577) 1949 BA.